# V століття
V століття — століття, що охоплює роки з 401 року по 500 за григоріанським календарем. Кінець V століття вважається часом заснування Києва.
V століття було епохою великого переселення народів та падіння Західної Римської імперії.

## Політика

### Східна Римська імперія
Східна Римська імперія на відміну від Західної зуміла вижити, хоча втратила контроль над значною частиною територій. Її східний кордон залишався більш-менш незмінним попри війни з Сассанідською Персією. Балкани і Фракію захопили варвари, походи на Константинополь здійснювали спочатку вестготи, потім гуни під проводом Аттіли, остготи та булгари. Формально після падіння Західної Римської імперії імператор сходу Флавій Зенон оголосив себе імператором усієї Римської імперії, але фактично на кінець століття на заході вже утворилися численні незалежні германські держави. Офіційною мовою Східної Римської імперії стала грецька. У 5–6 ст.ст. Кіпр увіходить до складу східної Римської імперії. Імперію почали називати Візантією.

### Західна Римська імперія
Західна Римська імперія впродовж століття поступово занепадала і врешті-решт припинила існування. Причини її занепаду дискутуються істориками, але, безумовно, важливим фактором була економіка: як стагнація економічного розвитку в самій імперії, так і економічний ріст варварських народів Європи. Імператори Заходу були слабкими, довгий час цілісність імперії зберігали сильні полководці, зокрема Флавій Аецій, «останній римлянин», наполовину скіф. Римське військо дедалі більше покладалося на найманців із варварів. Аецію часто вдавалося здобувати перемоги за участю союзників із германців. Аецій при підтримці вестготів та франків здобув 451 року останню велику перемогу для Римської імперії у битві на Каталаунських полях, зупинивши просування гунів, але не зміг завадити гунам піти на Рим. Гуни, втім, відступили від міста, сплюндрувавши північ Італії. Рим був розграбований вандалами, що припливли з Карфагену 455 року вже після смерті Аеція — його власноручно вбив імператор Валентиніан III. Наступним сильним полководцем був варвар Ріцімер. Він тримав у свої руках правління при маріонеткових імператорах. Після смерті Ріцімера Східна Римська імперія спробувала прислати на захід свого імператора Юлія Непота, однак грецький імператор не дістав підтримки від римлян, і владу узурпував Флавій Орест, оголосивши імператором свого сина Ромула Августа. Правління Ромула Августа було недовгим. 476 року владу в Равенні захопив вождь германських найманців Одоакр, який оголосив себе королем Італії. Цей рік вважається роком падіння Західної Римської імперії й початку Середньовіччя. Правління Одоакра припинилося 493 року, коли посланий Візантією вождь остготів Теодоріх Великий захопив Італію й убив Одоакра. Теодоріх правив з дозволу візантійського імператора як віцекороль Італії.

### Гуни
Гуни поступово нарощували свою могутність, підкоряючи собі інші кочові народи. Центр їхніх володінь у першій половині століття був у Паннонії, звідки вони здійснювали походи на Балкани й Фракію, загрожуючи Константинополю. Східна Римська імперія виплачувала їм велику данину золотом.
Вони витіснили на захід вандалів та вестготів. У середині століття на чолі з Аттілою гуни пішли в похід на Західну імперію, однак зазнали поразки 451 року в битві на Каталаунських полях від об'єднаних римських і вестготських військ. Після цього вони вторглися в Північну Італію, однак повернули від Рима. 454 року, після смерті Аттіли, германські племена, що входили до їхнього союзу, повстали й розбили їх. Гуни відійшли в степи сучасної України, звідки ще здійснювали походи на Балкани, однак їхня могутність поступово зменшувалася.

### Вандали

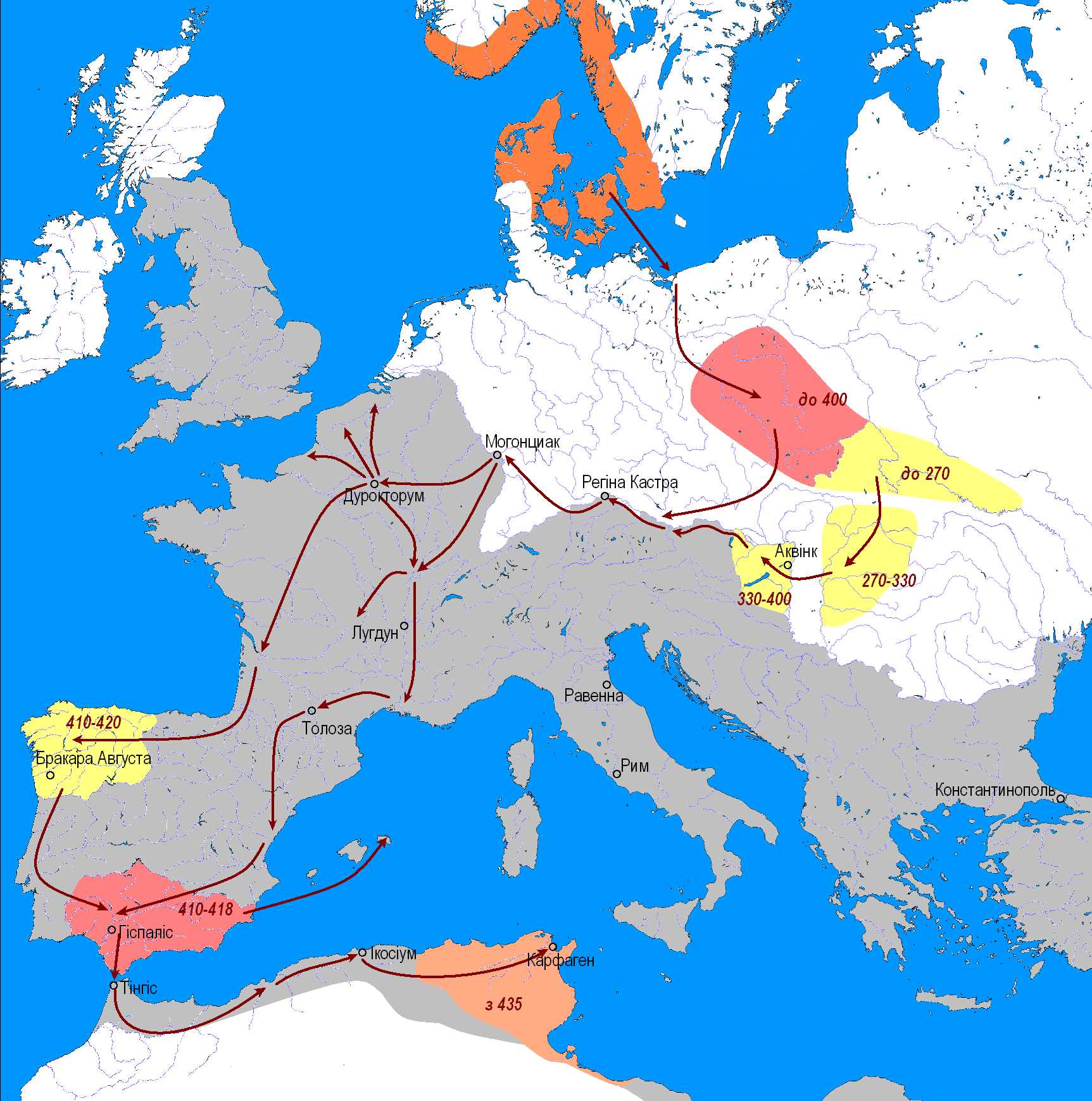
Загальна схема міграції вандалів — від гіпотетичної скандинавської прабатьківщини до Північної Африки

Вандали здійснили великий похід від берегів Дунаю у Північну Африку. Під тиском гунів вони знялися із своїх місць, пройшли до Галлії, де були биті франками. Після цього вони повернули на південь і окупували значну частину Іберійського півострова. Там вони об'єдналися з аланами, які здійснили аналогічний похід, під проводом єдиного вождя Гейзеріха. Однак із Іспанії їх витіснили вестготи, і вандали перейшли Гібралтар у Північну Африку. Вони взяли Карфаген і зайнялися морським розбоєм. 455 року вони взяли Рим і грабували його протягом 2 тижнів. Спроби Східної та Західної Римської імперій вгамувати їх навіть спільними зусиллями виявилися марними. Врешті-решт Рим та Константинополь визнали незалежність їхнього Африканського королівства, що включало частину Сицилії, Сардинію, Корсику, Мальту та Балеарські острови.

### Вестготи

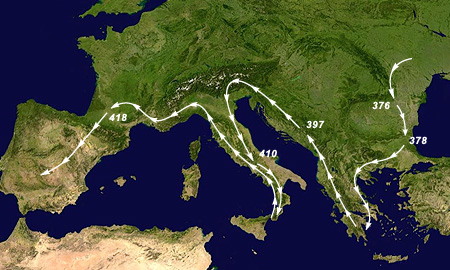
Міграція вестготів

Вестготів ще в 370-х гуни витіснили в межі Римської імперії. Спроби римлян зупинити їх завершилися невдало, і їм дозволили поселитися на Балканах як федератам. Однак, вони здійснили похід спочатку на південь Балкан і на Константинополь, а потім під проводом Аларіха I повернули на північ і звідти в Італію. Вестготи взяли Рим 410 року, а після нього пішли на південь Італії з метою переправитися в Карфаген, однак, коли шторм потопив їхні кораблі, повернули назад на північ і пішли далі в Галлію й Іспанію. Вони витіснили вандалів з Іберійського півострова і завоювали південь Галлії, утворивши Вестготське королівство, яке довго вело війни з Римом, але допомогло йому перемогти гунів. Спочатку вестготи мали статус федератів Риму, але за Ейріха взяли курс на незалежність, яку 475 року формально визнав імператор Юлій Непот. До кінця століття Вестготське королівство займало майже весь Іберійський півострів за винятком території на північному заході Іспанії, що належала свевам, та більшу частину Галлії.

### Остготи
Коли вестготи пішли на Захід, остготи залишилися на території між Дунаєм та Дністром. Їх підпорядкували собі гуни. Разом із гунами вони ходили в похід на захід 451 року. Надалі вони окупували Балкани й загрожували Константинополю. Візантія змушена була надати їм статус федератів і виплачувати данину, як раніше гунам. Імператор Флавій Зенон зробив їхнього вождя Теодоріха військовим магістром і дав йому завдання вибити Одоакра з Італії. Остготи напали на Північну Італію і зрештою здолали Одоакра. Теодоріх Великий отримав від візантійського імператора титул віцекороля і формально правив від його імені. Однак він породичався з правителями інших германських держав, проводив розумну політику й під кінець століття був фактичним правителем Італії.

### Франки
Салічні франки перейшли Рейн і утвердилися в римській провінції Белгіка. Під кінець століття, за Хлодвіга, вони завоювали території на півночі Галлії, галло-римське населення яких зберігало вірність Риму. Потім вони завдали поразки алеманам на схід від Рейну й приєднали їхню територію до своїх володінь. Приблизно 498 року Хлодвіг прийняв християнство, й на кінець століття утворилося Франкське королівство, яке згодом стане найсильнішим у Європі.

### Інші європейські племена
Гепіди входили до об'єднання племен, які ходили з гунами на захід. Однак, 454 вони очолили бунт проти гунів і перемогли їх, після чого утворили Королівство гепідів у Тисо-Дунайській низовині. Воно захопило частину Балкан, зокрема місто, яке стало сучасним Белградом.
Британію ще наприкінці минуло століття римляни залишили напризволяще. Місцеве римо-британське населення й брити вели війни між собою, а також відбивалися від піктів, скотів та ірландських племен. Вони почали запрошувати найманців із континенту: саксів, англів та ютів. Наприкінці століття сакси висадилися на півдні Англії масово, утворивши ядра майбутніх королівств. На V століття припадає діяльність легендарного короля Артура.
Бургунди утворили своє королівство на заході Галлії з центрами в Лугдуні та Женеві.
Упродовж наступних двох століть у Східній Європі сталося дуже швидке, вибухове розселення слов'ян. Мабуть, праслов'яни існували вже в V столітті. Роль предків слов'ян відводиться трьом різним племенам, які згадуються пізнішими візантійськими істориками: венедам, склавінам і антам. Венеди жили на Віслі й на захід від неї на території сучасної Німеччини, склавіни — дещо на схід, анти були найсхіднішим племенем, територія їхнього розселення, можливо, лежить в межах сучасної України.

### Китай
Китай упродовж століття був розділений на дві частини річкою Янцзи. На півдні правила спочатку династія Цзінь, а потім її змінила династія Південна Ці. Північ захопили кочівники табгачі, які утворили велику державу Північна Вей. Під кінець століття табгачі окитаїлися.

### Індія
Наймогутнішою державою Індії впродовж століття була імперія Гуптів. Однак вона вже почала занепадати під тиском кочовиків ефталітів, які захопили значні території на півночі країни.

### Персія
Персія вела війни з Римом за землі в Месопотамії та Вірменії. Вірмени кілька разів повставали проти правління персів, однак щоразу зазнавали невдачі. Втім, перси, які спочатку намагалися змусити вірменів прийняти зороастризм, згодилися поважати їхнє християнство.
Персія, як і Індія, теж потерпала від нападів ефталітів, які взяли під свій контроль Великий Хорасан і Согдіану.

### Інші землі
У Японії тривав період Ямато, коли правили напівлегендарні правителі. У
Центральній Америці в цей період процвітала цивілізація мая.

### Територія України
Про те, що відбувалося впродовж століття на території України історичних свідчень мало. Археологічна культура властива лісостеповій зоні цього періоду називається Черняхівською. Вважається, що до її формування причетні різні племена. Північніше знаходять залишки Київської культури, почали з'являтися пам'ятки Пеньківської культури. Пізніші історики називають народ, що жив на цих землях антами, однак їхні свідчення скупі. У степовій зоні центральну роль займали гуни. Сюди змістився центр їхніх володінь після поразки від гепідів 454 року. Серед інших племен — остготи, сармати, булгари і на півночі Криму скіфи.

## Релігія
Християнство набувало дедалі більшого поширення між варварськими народами Європи. Однак, воно не було однорідним. Вестготи, остготи, вандали, алани, свеви сповідували аріанство. Майбутня перемога католицизму пов'язана радше з військовими перемогами франків, до яких католицька версія християнства прийшла від бургундів та римо-галлів.
Халкідонський собор 451 року започаткував розкол між східними й західними церквами, який до кінця століття тільки посилився. Ключовим питанням було ставлення до монофізитства. Деякі з сучасних християнських церков досі тримаються цього напряму.
У Східній Римській імперії та Персії були періоди переслідування зороастризму й християнства, відповідно, але згодом ромеї та перси згодилися поважати релігійні погляди сусідів.
У Китаї періоди прийняття й переслідування буддизму змінювали один одного. До кінця століття буддизм став державною релігією.

## Винаходи
- У Китаї винайшли ярмо.
- У Східній Європі почали застосовувати важкий плуг.
- У Галлії навчилися виготовляти підкови.
- Месроп Маштоц склав вірменську абетку.

## Події
- 451 — Аварайрська битва повсталих вірмен проти перської держави Сасанідів.
- 451 — Битва на Каталаунських полях. Розгром римлянами і вестготами гунів
- 476 — падіння Західної Римської імперії